# Evodiella velutina
Evodiella velutina là một loài thực vật có hoa trong họ Cửu lý hương. Loài này được Veldkamp mô tả khoa học đầu tiên năm 1987.